# Psittiparus bakeri
El picoloro de Baker (Psittiparus bakeri) es una especie de ave paseriforme de la familia Sylviidae que vive en el norte del sudeste asiático. Anteriormente se consideraba conespecífico del picoloro cabecirrufo.

## Distribución y hábitat
Se encuentra en Birmania, Bangladés, el noreste de la India (Assam al sur del Brahmaputra), y el norte de Laos y Vietnam. Su hábitat natural son los cañaverales y zonas de bambú de los montes.